# M86 (galaxie)
Pour les articles homonymes, voir M86.
M86 (NGC 4406) est galaxie elliptique située dans la constellation de la Vierge. M86 a été découverte par l'astronome allemand Johann Gottfried Koehler en 1779. Charles Messier l'a également observée le 18 mars 1779 et l'a inscrite à son catalogue comme M86.

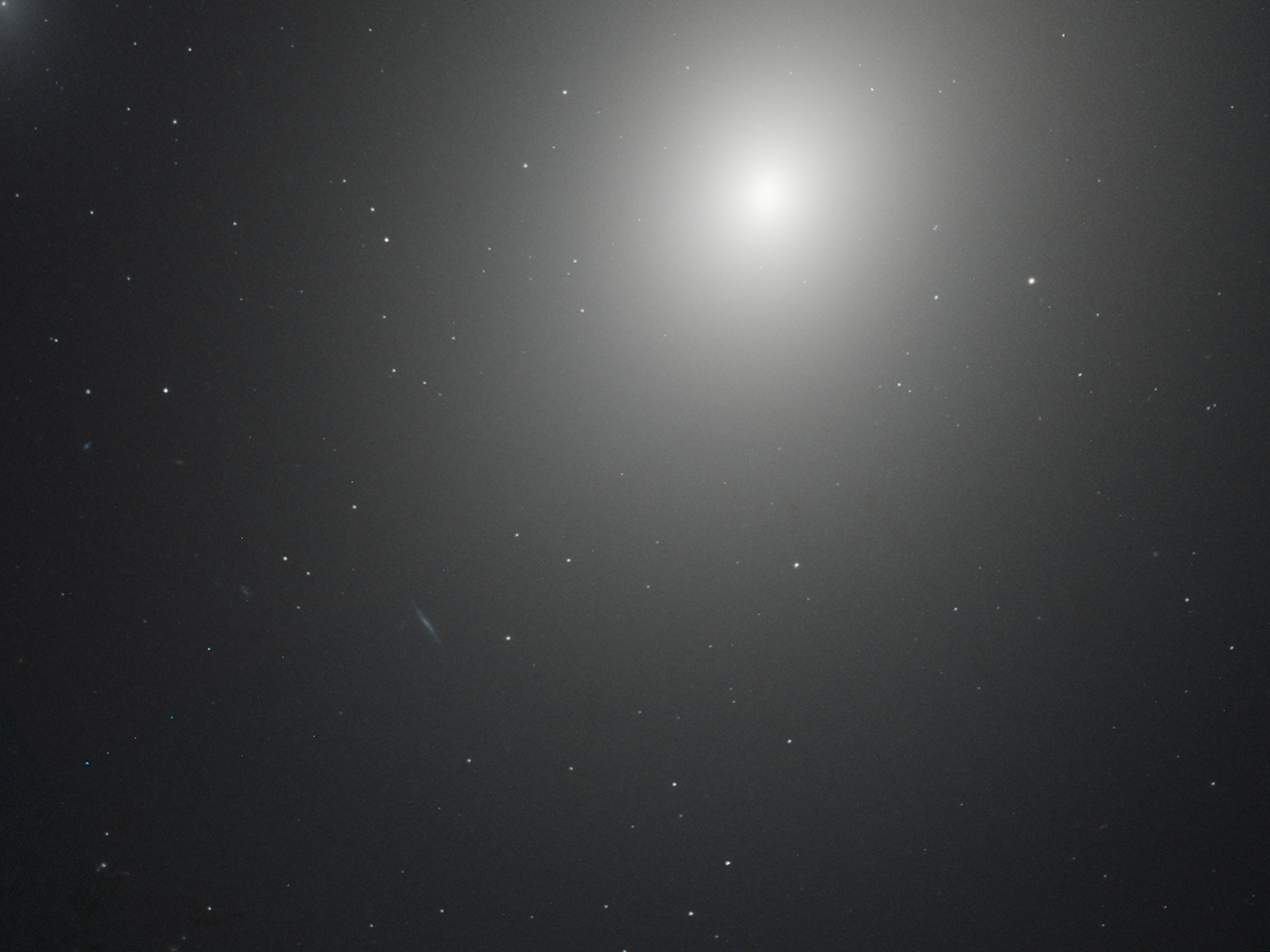
M86 par télescope spatial Hubble[6].
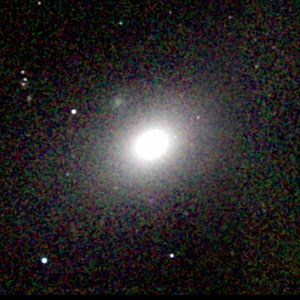
Messier 86 en infrarouge par le relevé 2MASS.
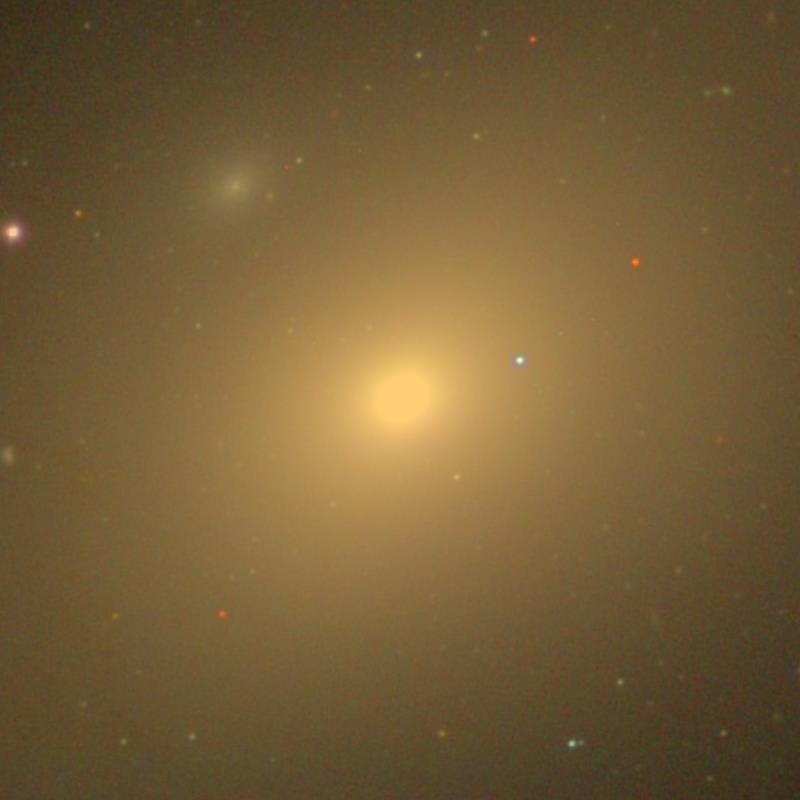
Gros plan sur M86 par relevéSDSS.

## Caractéristiques

### Distance
Sa vitesse par rapport au fond diffus cosmologique est de 106 ± 24 km/s.
Cette galaxie est trop près du Groupe local et on ne peut pas utiliser la loi de Hubble-Lemaître pour calculer sa distance. Cependant, 53 mesures non basées sur le décalage vers le rouge (redshift) ont été réalisées. Elles donnent une distance de 16,379 ± 2,549 Mpc (∼53,4 millions d'al).

### Vitesse radiale de M86
De toutes les galaxies du catalogue Messier, M86 est celle qui se dirige le plus rapidement vers la Voie lactée avec une vitesse de −224 km/s. Ceci résulte de sa position dans l'amas. En effet, par rapport à la Voie lactée, elle est située du côté opposé de l'amas et elle se déplace vers le centre de cet amas.

### Interaction avec NGC 4438 et le milieu intergalactique
Plusieurs filaments de gaz ionisé relient M86 à NGC 4438, une galaxie spirale très déformée. M86 renferme d'ailleurs du gaz et de la poussière interstellaire semblables à ceux présents dans ces filaments. La matière de ces filaments pourrait donc lui avoir été arrachée par l'interaction gravitationnelle avec NGC 4438. M86 perd aussi de la matière par la pression dynamique (en anglais, ram pressure stripping) provenant de son mouvement dans l'amas de la Vierge. Elle laisse par ce procédé une longue traînée de gaz chaud émettant des rayons X détectées par le télescope spatial Chandra.

### Le halo de M86
Le halo de M86 contient un nombre impressionnant d'amas globulaires. Le nombre total a été estimé à environ 3800, mais plus précisément, selon une étude publiée en 2008 et basée sur les observations réalisées avec le télescope spatial Hubble, le nombre d'amas globulaires dans M86 (VCC 881 (Virgo Cluster Catalog) dans l'article) est estimé à 2660 ± 129.
Son halo présente également un certain nombre de rubans d'étoiles que l'on interprète comme étant les restes de galaxies naines absorbées par cette galaxie.

## M86, la Chaîne de Markarian et les galaxies environnantes
M86 est l'une des huit galaxies de la chaîne de Markarian découverte par astronome soviétique et arménien Benjamin Markarian. Ces galaxies sont disposées sur un arc de cercle parmi plusieurs galaxies. Markarian a découvert qu'elles étaient animées d'un mouvement commun.

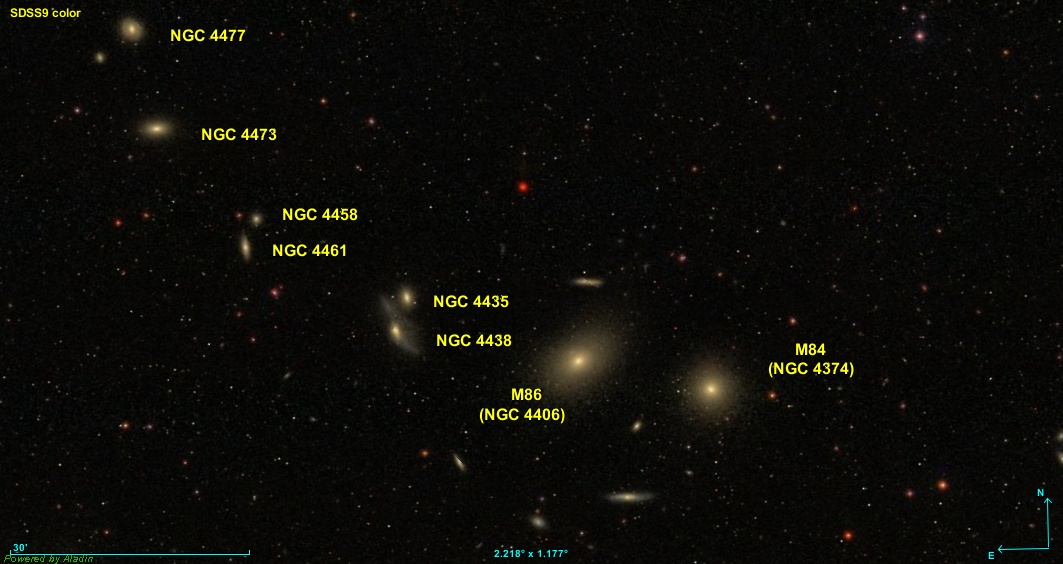
Les huit galaxies de la chaîne de Markarian.
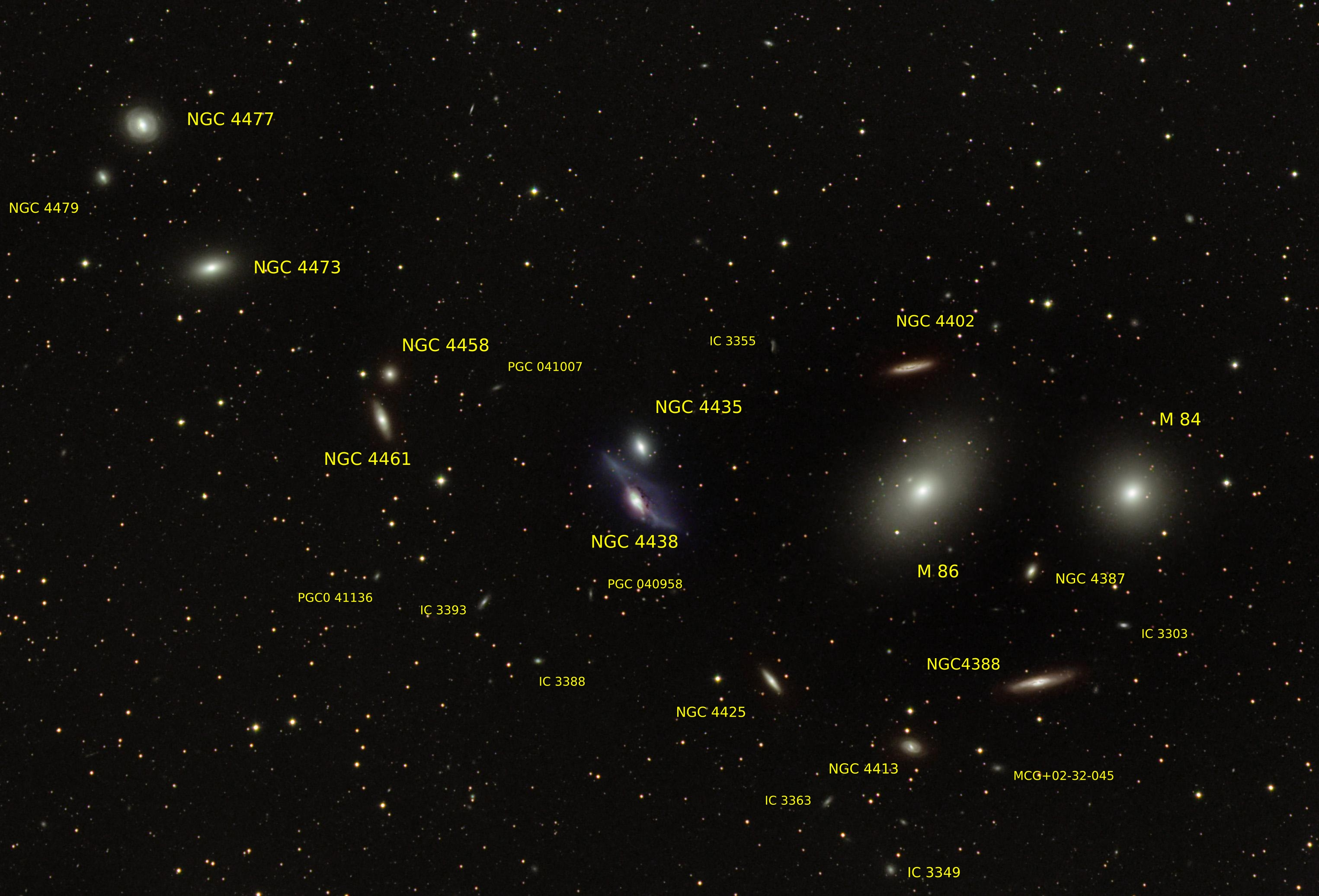
Plusieurs galaxies ne faisant pas partie de la chaîne de Markarian sont situées à proximité. Certaines de ces galaxies font partie de l'amas de la Vierge.

## Groupe de M86
Selon Abraham Mahtessian, M86 (NGC 4406) fait partie d'un groupe de 22 galaxies, le groupe de M86 dont elle est la plus brillante. Les autres galaxies de la liste de Mahtessian sont M98 (NGC 4192), NGC 4208 (NGC 4212 dans l'article), NGC 4216, NGC 4396, NGC 4413, NGC 4419, NGC 4438, NGC 4531, NGC 4550, NGC 4552 (M89), M90 (NGC 4569), IC 3094 (appartenance incertaine, sa distance étant inconnue), IC 3258 et IC 3476.
La liste de Mahtessian renferme quelques erreurs. Par exemple, la galaxie NGC 4438 forme une paire avec la galaxie NGC 4435 et elle devrait logiquement appartenir au groupe de M60 décrit lui aussi par Mahtessian et au groupe de M49 décrit par A.M. Garcia. Autre exemple, l'omission de la galaxie IC 3583 qui forme une paire avec M90.
La liste de Mahtessian comporte d'autres erreurs évidentes. On y retrouve par exemple la galaxie NGC 598 qui est en réalité la galaxie du Triangle (M33) et qui fait partie du Groupe local, de même que la galaxie NGC 784 qui appartient au groupe de NGC 672 et qui est au moins trois fois plus proche de la Voie lactée que les autres membres du groupe de M86. De plus, trois des galaxies (1110+2225, 1228+1233 et 1508+3723) mentionnées dans l'article sont introuvables dans les bases de données. La notation employée par Mahtessian est un abrégé de la notation du Catalogue of Galaxies and of Clusters of Galaxies CGCG et la correspondance avec d'autres désignations ne figure malheureusement pas dans l'article. Ainsi, les galaxies 0101+1625 et 1005+1233 sont en réalité CGCG 0101.7+1625 (UGC 685) et CGCG 1005.8+1233 (Leo I ou UGC 5470). Leo I fait partie du Groupe local et UGC 685 est à environ 15 millions d'années-lumière de nous en bordure du groupe local. Ces deux galaxies n'appartiennent manifestement pas au groupe de M86.
Certaines de ces galaxies s'approchent de la Voie lactée ou leur vitesse radiale est trop faible pour que l'on puisse calculer leur distance à partir de la loi de Hubble-Lemaître. Heureusement, plusieurs mesures (sauf pour IC 3094 et NGC 4431) ont été réalisées selon des méthodes indépendantes du décalage vers le rouge. La distance moyenne des galaxies du groupe avec suffisamment de mesure non basées sur le décalage est de 14,9 Mpc.